# Cuscús dulce
El cuscús dulce (كسكس حلو), conocido localmente como seffa (سفة) o mesfūf (مسفوف) en árabe, y thimekhlett en cabilio, es un típico plato dulce magrebí hecho a partir de cuscús con azúcar glas y canela espolvoreadas y almendras tostadas. Es uno de los postres más antiguos de la cocina bereber. Es, de hecho, el plato que se sirve al final de la comida y antes del postre, y es tradicional de bodas y comidas familiares.

## Variantes
En Marruecos. también se suele elaborar seffas con arroz o cabello de ángel. Algunas variantes comunes son:
- Seffa bel djedj, 'seffa con pollo';
- Mesfuf qsemtina, cuscús dulce con dátiles;
- Mesfuf bezbib, cuscús dulce con pasas;
- Mesfuf rramen, cuscús con granadas;
- Mesfuf laarusa, cuscús de la novia;
- Rfiss zirawi, cuscús dulce con frutos secos de varias regiones de Argelia como Argel, Orán, Constantina, Annaba o Tremecén...